# Simone Dallamano
Simone Dallamano (Brescia, 5 de novembro de 1983) é um futebolista profissional italiano, defensor, milita no Brescia Calcio.